# Haustierhof Reutemühle
Koordinaten: 47° 47′ 5″ N, 9° 11′ 56″ O
Der Haustierhof Reutemühle (auch: Der Bodensee-Zoo) ist ein Bauernhof mit einem öffentlichen Zoo in Überlingen-Bambergen. Im 1994 eröffneten Tierpark können etwa 180 verschiedene Tierarten besichtigt werden.
Der als Familienbetrieb geführte Haustierhof Reutemühle ist nach eigenen Angaben Deutschlands artenreichster Bauernhof und ist im Guinness-Buch der Rekorde als größte Sammlung aussterbender Rassen eingetragen. Bei den dort gehaltenen Tierarten handelt es sich im Wesentlichen um Nutztiere wie Pferde, Ziegen, Schafe, Hühnervögel oder Schweine, aber auch einige exotischere Tiere kamen mit den Jahren hinzu, sodass heute auch Kamele, Otter, Nasenbären, Krallenaffen, Skunks, Hörnchen, Maras, Wallabys, Biberratten oder Erdmännchen zu sehen sind.

## Lage
Die Reutemühle liegt nördlich von Überlingen an der Straße Richtung Bad Saulgau und gehört zum Gemeindegebiet des Überlinger Stadtteils Bambergen.

## Landwirtschaft
Wirtschaftliche Grundlage der Reutemühle ist der landwirtschaftliche Betrieb, der sich vor allem auf die Haltung von Mutterkühen, die Unterbringung von Pensionspferden und die Schafzucht gründet. Gut 50 Hektar Fläche an Grünland und Streuobstwiesen werden auf dem Gebiet der Reutemühle bewirtschaftet.

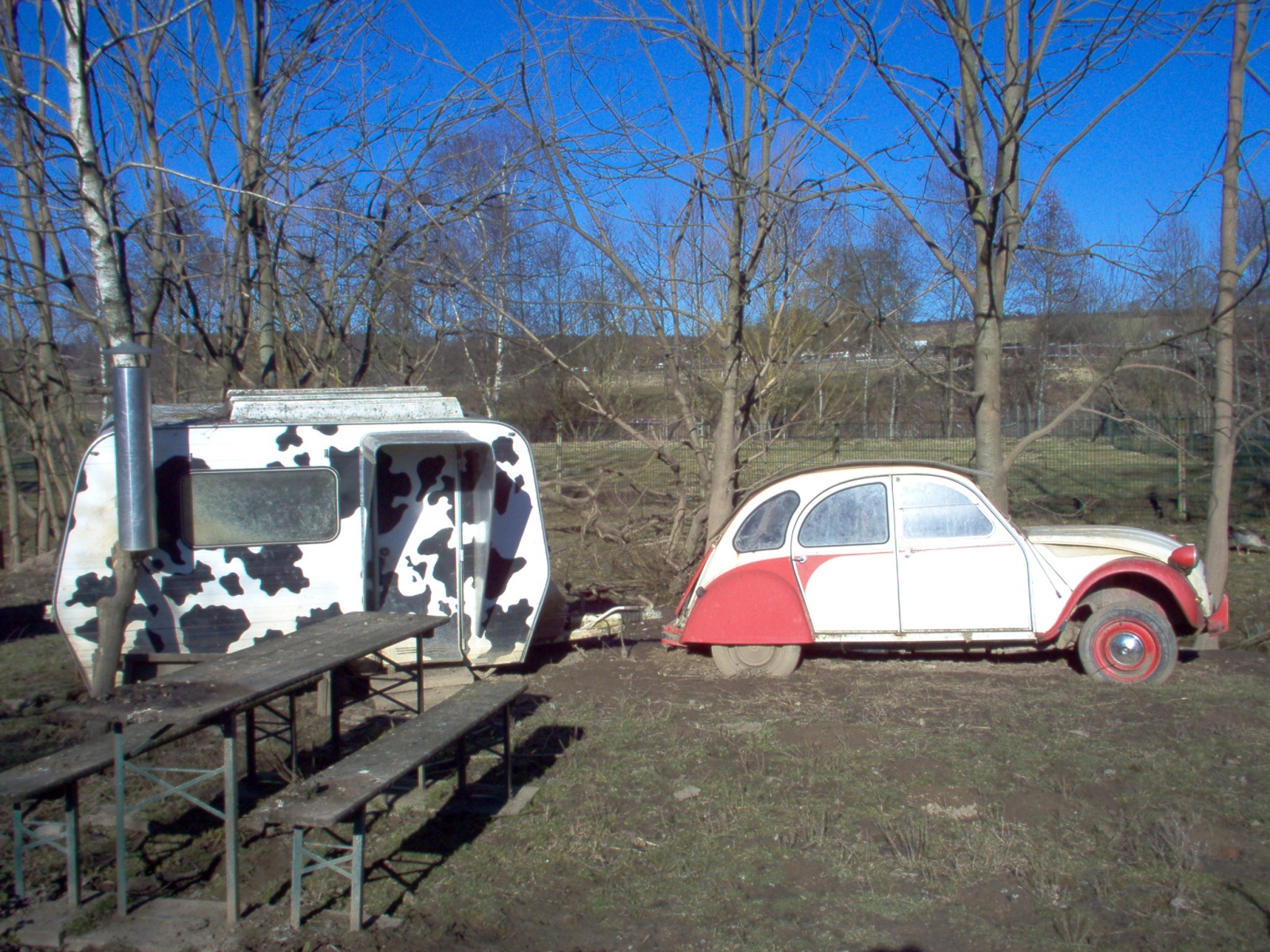
Das Freigehege der Nasenbären

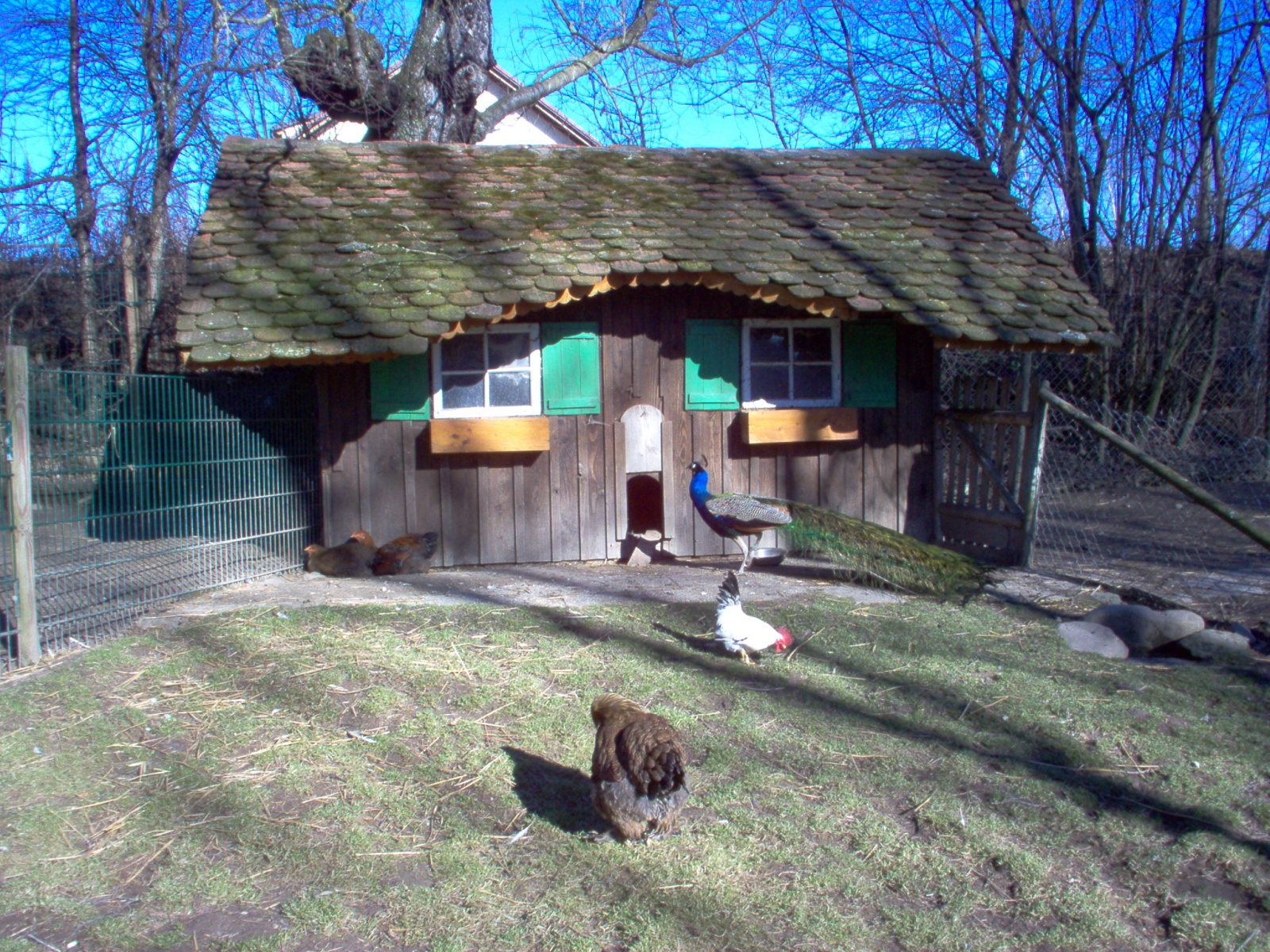
Eines der Geflügelgehege der Reutemühle

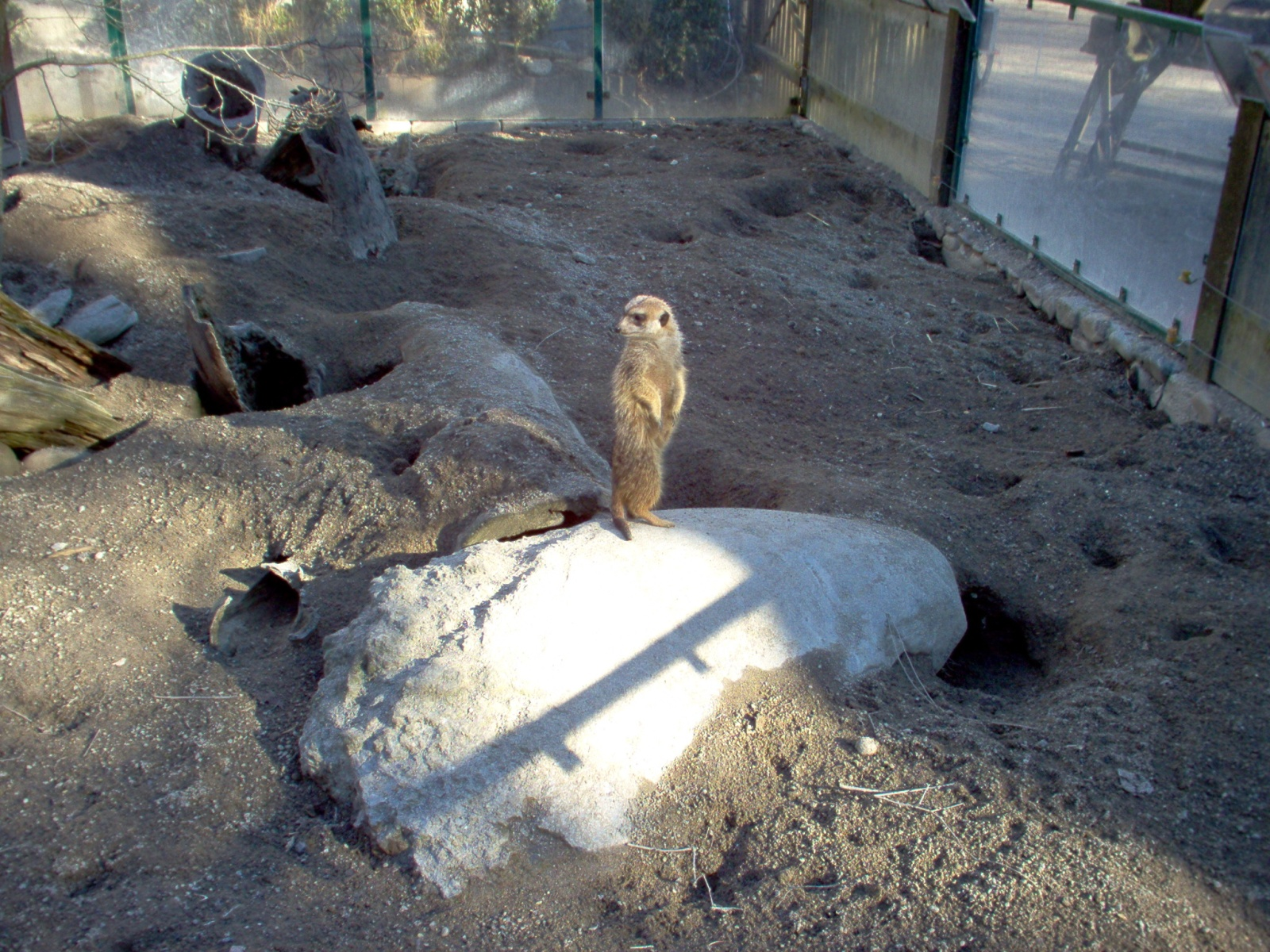
Erdmännchen im Haustierhof Reutemühle

## Tierpark
Der Eingangsbereich der Reutemühle besteht aus den Stallungen und Gehegen für die Tiere sowie der sogenannten „Kellerschenke“, der gastronomischen Einrichtung des Haustierhofs. Dahinter schließen sich die vielen Freigehege an, zwischen denen ein Rundweg den Besuchern die Besichtigung der Tiere im Freien erlaubt. Mehrere Spielgeräte sind entlang des Rundwegs aufgestellt, um die Attraktivität der Reutemühle für Kinder zu erhöhen.

## Geschichte
Die Geschichte der Reutemühle reicht zurück bis ins Jahr 1280, als diese erstmals urkundlich erwähnt wurde. Die Reutemühle diente jahrhundertelang als Getreide- und Ölmühle, ab etwa 1900 dann als Getreidemühle mit Nebenerwerbslandwirtschaft. 1994 schließlich wurde der Tierpark eröffnet und seither kontinuierlich erweitert.

## Veranstaltungen
Neben regelmäßigen Angeboten wie Ponyreiten und Tierfütterung durch Besucher finden vor allem in der wärmeren Jahreszeit immer wieder musikalische Veranstaltungen auf der sogenannten Musikantenbühne in der Reutemühle statt. Hierbei handelt es sich hauptsächlich um Gastspiele von bekannten Volksmusikern.